# Jeux nationaux de Chine

Les Jeux nationaux de Chine, tenus tous les quatre ans, sont la plus importante compétition sportive chinoise au niveau national.
Les derniers Jeux ont eu lieu en septembre 2021 dans la province de Shaanx. Chaque athlète représentait une province de Chine ainsi que plusieurs organisations importantes comme l'Armée populaire de libération. Pour la 14e édition des Jeux nationaux, la ville organisatrice, Xi’an a mis en place 595 disciplines dans 54 sports. Cet événement est souvent surnommé les « mini jeux olympiques chinois ». 

## Liste des Jeux

### Avant la république populaire de Chine (1910-1949)
- 1910 : Nankin
- 1914 : Pékin
- 1924 : Wuchang
- 1930 : Hangzhou
- 1933 : Nankin
- 1935 : Shanghai
- 1948 : Shanghai

### Depuis la république populaire de Chine
| Année | Edition | Date                        | Ville/province hôte       | Nb. d'athlètes (délégations) |
| ----- | ------- | --------------------------- | ------------------------- | ---------------------------- |
| 1959  | I       | 13 septembre – 3 octobre    | Pékin                     | 10 600                       |
| 1965  | II      | 11–28 septembre             | Pékin                     | 5 922 (29)                   |
| 1975  | III     | 12–28 septembre             | Pékin                     | 10 669 (31)                  |
| 1979  | IV      | 15–30 septembre             | Pékin                     | 6 000+                       |
| 1983  | V       | 18 septembre – 1er octobre  | Shanghai                  | 8 943                        |
| 1987  | VI      | 20 novembre – 5 décembre    | Guangdong                 | 8 000+                       |
| 1993  | VII     | 15 août – 19 septembre      | Pékin/Sichuan/Qinhuangdao | 10 510 (45)                  |
| 1997  | VIII    | 12–24 octobre               | Shanghai                  | 7 943 (45)                   |
| 2001  | IX      | 11–25 novembre              | Guangdong                 | 8 608 (45)                   |
| 2005  | X       | 9–23 octobre                | Jiangsu                   | 9 986 (46)                   |
| 2009  | XI      | 16–28 octobre               | Shandong                  | 10 991 (46)                  |
| 2013  | XII     | 31 août – 12 septembre      | Liaoning                  | 9 000+ (33)                  |
| 2017  | XIII    | 27 août – 8 septembre       | Tianjin                   |                              |
| 2021  | XIV     | 15 septembre – 27 septembre | Shaanxi                   |                              |